# Alcis postcandida
Alcis postcandida är en fjärilsart som beskrevs av Eugen Wehrli 1924. Alcis postcandida ingår i släktet Alcis och familjen mätare. Inga underarter finns listade i Catalogue of Life.